# Adolf Jäger (Politiker)

Adolf Jäger

Adolf Jäger (* 8. September 1906 in Karlsruhe; † 13. August 1996 in Neustadt an der Weinstraße) war ein deutscher Politiker (NSDAP).

## Leben und Wirken
Nach dem Besuch der Volksschule, der Bürgerschule und des Realgymnasiums arbeitete Adolf Jäger als Bankbeamter. In den 1920er Jahren begann er sich in der NS-Bewegung zu engagieren, ohne der Partei selbst anzugehören: Stattdessen war er Mitglied der badischen Motor-SA und des NSKK. Zum 1. August 1930 trat er in die NSDAP ein (Mitgliedsnummer 288.238). Am 30. Januar 1939 wurde ihm das Goldene Parteiabzeichen der NSDAP verliehen.
1933 wurde er in den Stab des Chefs des Kraftfahrwesens der SA versetzt. Dort übernahm er Aufgaben als Adjutant, Chef des Personalamtes und als Chefadjutant. Bei der NSKK erreichte er 1943 den Rang eines Obergruppenführers.
1937 wurde Jäger Mitglied des Volksgerichtshofs. Am 29. März 1936 kandidierte er erfolglos für die NSDAP bei der Reichstagswahl. Von April 1938 bis zum Ende der NS-Herrschaft im Frühjahr 1945 saß Jäger außerdem als Abgeordneter für den Wahlkreis 20 (Köln-Aachen) im nationalsozialistischen Reichstag.
Daneben war Jäger Reserveoffizier bei der Kraftfahrkampftruppe. Während des Zweiten Weltkriegs war Jäger Oberleutnant in einem Panzergrenadierregiment.